# 오광대로
오광대로(Ogwangdae-ro)는 경상남도 합천군 쌍책면 사양삼거리 에서 창녕군 이방면 율지교까지 연결되는 도로이다.

## 주요 경유지
경상남도
- 합천군 (쌍책면 . 덕곡면) - 창녕군 이방면

## 노선
| 이름              | 접속 노선                     | 소재지 | 소재지 | 비고 |
| ----------------- | ----------------------------- | ------ | ------ | ---- |
| 사양삼거리        | 지방도 제907호선 (황강옥전로) | 합천군 | 쌍책면 |      |
| 율원삼거리        | 율평로                        | 합천군 | 덕곡면 |      |
| 장리교            |                               | 합천군 | 덕곡면 |      |
| (이름없음)        | 율지1길                       | 합천군 | 덕곡면 |      |
| 율지교            |                               | 합천군 | 덕곡면 |      |
|                   | 창녕군                        | 이방면 |        |      |
| 이방대합로와 직결 |                               |        |        |      |

## 주요 시설및 건물
- 초계초등학교 덕곡분교장 (오광대로 711/장리 761)
- 대동보건지소 (오광대로 737/장리 523-1)